# Агентство по защите и развитию конкуренции Республики Казахстан
Агентство по защите и развитию конкуренции Республики Казахстан (каз. Қазақстан Республикасы Бәсекелестікті қорғау және дамыту агенттігі) — центральный исполнительный орган, не входящий в состав Правительства, осуществляющий руководство в сферах естественных монополий и на регулируемых рынках, за исключением сфер в области телекоммуникаций и почтовой связи, регулирование цен на продукцию, товары и услуги субъектов регулируемого рынка в области железнодорожного транспорта, электро- и теплоэнергетики, нефтепродуктов и газа, транспортировки нефти, гражданской авиации, портовой деятельности, регулирование цен на продукцию, товары и услуги по номенклатуре, установленной Правительством Республики Казахстан, контроль за порядком оказания платных услуг государственными органами, регулирование деятельности государственных предприятий, осуществляющих свою деятельность в сфере, отнесенной к государственной монополии, в соответствии с законодательством Республики Казахстан, а также контроль и регулирование деятельности энергопроизводящих и энергоснабжающих организаций в соответствии с Законом Республики Казахстан «Об электроэнергетике».
Реорганизован как Комитет по регулированию естественных монополий, защите конкуренции и прав потребителей Министерства национальной экономики. Данное ведомство является юридическим лицом имеет печати и штампы со своим наименованием на государственном языке, бланки установленного образца, а также в соответствии с законодательством счета в органах казначейства.

## История
В течение всего времени существования ведомство меняло название и некоторые функции.
Согласно Указу Президента Республики Казахстан от 30 июня 1998 г. N3986 Комитет по регулированию естественных монополий и защите конкуренции реорганизовано путем его преобразования в Комитет Республики Казахстан по регулированию естественных монополий и защите конкуренции как центральный исполнительный орган, не входящий в состав Правительства.
Согласно Указу Президента Республики Казахстан от 6 августа 2014 года № 875 Агентства Республики Казахстан по регулированию естественных монополий и Агентство Республики Казахстан по защите конкуренции были преобразованы в Комитет по регулированию естественных монополий Министерства национальной экономики Республики Казахстан. Министерство национальной экономики Республики Казахстан
Согласно Указу Президента Республики Казахстан от 8 сентября 2020 года № 407  образовано Агентство по защите и развитию конкуренции Республики Казахстан с передачей ему функций и полномочий Министерства национальной экономики Республики Казахстан (Комитета по защите и развитию конкуренции Министерства национальной экономики Республики Казахстан) в сфере защиты конкуренции и ограничения монополистической деятельности на соответствующих товарных рынках, контроля и регулирования деятельности, отнесенной к сфере государственной монополии.

## Структура
На 2022 год:
Центральный орган
1. Секретариат Председателя (Департамент)
2. Департамент стратегического анализа
3. Департамент топливно-энергетического комплекса
4. Департамент промышленности и агропромышленного комплекса
5. Департамент транспорта и связи
6. Департамент финансовых рынков и иных отраслей
7. Департамент биржевого контроля
8. Департамент экономической концентрации и контроля государственных предприятий
9. Департамент расследований
10. Управление экономической интеграции
11. Департамент внутреннего администрирования
12. Управление по работе с человеческими ресурсами
13. Управление правового обеспечения
14. Управление государственных секретов, мобилизационной подготовки и информатизации
15. Служба внутреннего аудита
16. Уполномоченный по этике
17. Архивариус

Территориальные подразделения
1. Департамент Агентства по защите и развитию конкуренции Республики Казахстан по городу Нур-Султан
2. Департамент Агентства по защите и развитию конкуренции Республики Казахстан по городу Шымкент
3. Департамент Агентства по защите и развитию конкуренции Республики Казахстан по Туркестанской области
4. Департамент Агентства по защите и развитию конкуренции Республики Казахстан по городу Алматы
5. Департамент Агентства по защите и развитию конкуренции Республики Казахстан по Кызылординской области
6. Департамент Агентства по защите и развитию конкуренции Республики Казахстан по Алматинской области
7. Департамент Агентства по защите и развитию конкуренции Республики Казахстан по Западно-Казахстанской области
8. Департамент Агентства по защите и развитию конкуренции Республики Казахстан по Восточно-Казахстанской области
9. Департамент Агентства по защите и развитию конкуренции Республики Казахстан по Костанайской области
10. Департамент Агентства по защите и развитию конкуренции Республики Казахстан по Павлодарской области
11. Департамент агентства по защите и развитию конкуренции Республики Казахстан по Мангистауской области
12. Департамент Агентства по защите и развитию конкуренции Республики Казахстан по Атырауской области
13. Департамент Агентства по защите и развитию конкуренции Республики Казахстан по Карагандинской области
14. Департамент Агентства по защите и развитию конкуренции Республики Казахстан по Северо-Казахстанской области
15. Департамент Агентства по защите и развитию конкуренции Республики Казахстан по Акмолинской области
16. Департамент Агентства по защите и развитию конкуренции Республики Казахстан по Актюбинской области
17. Департамент Агентства по защите и развитию конкуренции Республики Казахстан по Жамбылской области

## Задачи
Согласно Положению об Агентстве основными задачами являются:
1. выработка предложений в пределах предоставленных полномочий по формированию государственной политики в сферах (отраслях) государственного управления, находящихся в ведении Агентства;
2. регулирование и контроль за деятельностью субъектов естественных монополий;
3. регулирование цен на товары (работы, услуги) субъектов регулируемого рынка в области железнодорожного транспорта, электро- и теплоэнергетики, нефтепродуктов и газа, транспортировки нефти, гражданской авиации, портовой деятельности;
4. регулирование цен на продукцию, товары и услуги по номенклатуре, установленной Правительством Республики Казахстан;
5. контроль за порядком оказания платных услуг государственными органами;
6. регулирование деятельности государственных предприятий, осуществляющих свою деятельность в сфере, отнесенной к государственной монополии, в соответствии с законодательством Республики Казахстан;
7. защита прав потребителей в сфере осуществления деятельности субъектов естественных монополий;
8. обеспечение баланса интересов между потребителями и услугодателями в сферах (отраслях) государственного управления, находящихся в ведении Агентства;
9. обеспечение эффективного функционирования субъектов естественных монополий;
10. обеспечение недискриминационного доступа к товарам (работам, услугам) и инфраструктуре субъектов регулируемого рынка, за исключением рынка в области телекоммуникаций и почтовой связи;
11. содействие развитию конкуренции в сферах (отраслях) государственного управления, находящихся в ведении Агентства, в пределах предоставленных полномочий.

## Руководители
| Ф.И.О.                     | Дата начала и окончания работы на посту | Наименование должности |
| Христиан Дриллер           | 24 июня 1991 — 15 июля 1992             | Председатель Государственного комитета Казахской ССР по поддержке новых экономических структур и ограничению монополистической деятельности |
| Пётр Своик                 | 11 января 1993 — 11 апреля 1996         | Председатель Государственного комитета Республики Казахстан по антимонопольной политике |
| Николай Радостовец         | 22 апреля 1996 — 13 октября 1999        | Председатель Государственного комитета Республики Казахстан по ценовой и антимонопольной политике Председатель Государственного комитета Республики Казахстан по ценовой и антимонопольной политике Министерства экономики и торговли Республики Казахстан Председатель Комитета по ценовой и антимонопольной политике Агентства по стратегическому планированию и реформам Республики Казахстан Председатель Комитета по регулированию естественных монополий и защите конкуренции Министерства энергетики, индустрии и торговли Республики Казахстан Председатель Агентства Республики Казахстан по регулированию естественных монополий и защите конкуренции |
| Алтай Тлеубердин           | 13 октября 1999 — 13 декабря 2000       | Председатель Агентства Республики Казахстан по регулированию естественных монополий, защите конкуренции и поддержке малого бизнеса |
| Берик Имашев               | 13 декабря 2000 — 2001                  | Председатель Агентства Республики Казахстан по регулированию естественных монополий, защите конкуренции и поддержке малого бизнеса |
| Ерболат Досаев             | ноябрь 2001 — июнь 2003                 | Председатель Агентства Республики Казахстан по регулированию естественных монополий и защите конкуренции |
| Ораз Жандосов              | 20 июня 2003 — 7 июля 2004              | Председатель Агентства Республики Казахстан по регулированию естественных монополий и защите конкуренции (государственный орган непосредственно подчиненный и подотчетный Президенту Республики Казахстан) |
| Бакытжан Сагинтаев         | сентябрь 2004 — декабрь 2007            | Председатель Агентства Республики Казахстан по регулированию естественных монополий и защите конкуренции (центральный исполнительный орган, не входящий в состав Правительства) |
| Нурлан Алдабергенов        | декабрь 2007 — 14 января 2012           | Председатель Агентства Республики Казахстан по регулированию естественных монополий и защите конкуренции Председатель Агентства Республики Казахстан по регулированию естественных монополий |
| Мурат Оспанов              | 23 января 2012 — 1 июля 2014 года       | Председатель Агентства Республики Казахстан по регулированию естественных монополий |
|                            | 6 августа 2014 года — 2020              | Председатель Комитета по регулированию естественных монополий и защите конкуренции МНЭ РК |
| Жумангарин Серик Макашевич | 14 сентября 2020 — 15 августа 2022      | Председатель Агентства по защите и развитию конкуренции Республики Казахстан |
| Омаров Марат Талгатович    | 16 августа 2022 года                    | Председатель Агентства по защите и развитию конкуренции Республики Казахстан |